# Tri znamenja obstoja
Tri znamenja obstoja so v budizmu tri značilnosti (pali: tilakkhaṇa; sanskrt: trilakṣaṇa), ki si jih delijo vsa čuteča bitja: minljivost (pali: anicca), nezadovoljstvo ali trpljenje (pali: dukkha) in nesebstvo (pali: anattā). Te značilnosti so omenjene v sledečih verzih Dhammapade: 277, 278 in 279.

## Opis
Tri znamenja so:
1. »Vse pogojene stvari so minljive« (sabbe saṅkhāra aniccā)
2. »Nobena pogojena stvar ne prinaša zadovoljstva« (sabbe saṅkhāra dukkhā)
3. »Nobena dharma nima sebstva« (sabbe dhammā anattā)

## Razlaga

### Minljivost
Minljivost (pali: anicca; sanskrt: anitya) pomeni nestalnost. Vse pogojene stvari (saṅkhāra) so v stanju nenehnega spreminjanja. Podoba neke stvari ima svoj začetek in konec, ko se spreminja iz ene oblike v drugo. Ko list z drevesa pade na tla in se razkraja, se njegov relativni obstoj in videz spremenita, njegovi sestavni deli razpadejo v druge oblike in se morda sčasoma spremenijo v drugo rastlino. Kot odgovor na stalnost budizem uči srednjo pot, izogibanje skrajnostma eternalizma in nihilizma.

### Trpljenje
Dukkha pomeni nezadovoljstvo, trpljenje, stres. Ker so vse stvari v samsari nestalne, nič na tem svetu ali v umu ne more prinesti trajnega zadovoljstva. Dukkha je torej nezadovoljstvo ali trpljenje, ki ga izkušajo vsa čuteča bitja, ki niso popolno razsvetljena ali osvobojena samsare.

### Nesebstvo
Anattā (sanskrt: anatman) pomeni »nesebstvo« ali odsotnost stalnega, individualnega jaza. Medtem ko se anicca in dukka nanašata na vse pogojene pojave (saṅkhāra), ima anattā širši obseg, ker se nanaša na vse pojave (dharma) brez omejitev.

## Uporaba
Vpogled v tri znamenja obstoja lahko privede do konca trpljenja (dukkha nirodha — tretja od štirih plemenitih resnic). Buda je učil, da so vsa bitja, ki so pogojena z vzroki minljiva, da trpijo ter da je nesebstvo značilnost vse dharm, kar pomeni, da pojma »jaz« in »moje« ne obstajata tako v pogojnem kot tudi v nepogojnem (nirvāna). Osrednja osebnost budizma, Siddhārtha Gautama, je dosegel nirvano (pali: nibbāna) in prebujenje kot rezultat dolgotrajne meditacije in tako postal Buda Šakjamuni. S sposobnostjo modrosti je Buda neposredno izkusil, da imajo vsi pogojeni pojavi te tri lastnosti.